# GIT Volumen 3
GIT Volumen 3 es el tercer álbum de estudio perteneciente a la agrupación del mismo nombre. En 1986, G.I.T. editó su tercer álbum y junto con los otros dos salió en gira por toda América Latina, logrando un éxito total en sus presentaciones, consiguiéndolo con su éxito "Es por amor".
Para la grabación del disco, el grupo se convirtió en cuarteto al sumarse Claudio Martínez como tecladista.

## Lista de canciones
| N.º | Título                                                                               | Letras           | Música       | Duración |  |
| 1.  | «Es por amor» (#1 en México, Costa Rica, Venezuela, Chile, España y Perú)            | Osvaldo Marzullo | Alfredo Toth | 5:10     |  |
| 2.  | «Más bien menos mal»                                                                 | Claudio Martínez | Willy Iturri | 3:45     |  |
| 3.  | «Sólo un hombre de suerte»                                                           | Osvaldo Marzullo | Alfredo Toth | 4:38     |  |
| 4.  | «Buenas noches, Beirut»                                                              | Osvaldo Marzullo | Alfredo Toth | 4:36     |  |
| 5.  | «Tarado de cumpleaños»                                                               | Claudio Martínez | Alfredo Toth | 3:17     |  |
| 6.  | «Sólo un ser (Portezuelo)» (con la colaboración de Domingo Cura en el bombo legüero) | Tom Lupo         | Willy Iturri | 4:46     |  |
| 7.  | «Sólo niebla sobre el agua»                                                          | Pablo Guyot      | Pablo Guyot  | 4:00     |  |
| 8.  | «Crucigramas»                                                                        | Osvaldo Marzullo | Willy Iturri | 3:58     |  |

## Créditos
- Alfredo Toth - voz principal y coros, bajo
- Pablo Guyot - guitarra eléctrica y coros
- Willy Iturri - batería electrónica, cajas de ritmos y coros

Músicos invitados
- Claudio Martínez - sintetizadores
- Domingo Cura - bombo legüero en "Solo un ser (Portezuelo)"